# Токи, Кахэй
Кахэй Токи (яп. 土岐 嘉平 Токи Кахэй, февраль 1875 — 22 марта 1946) — японский государственный деятель, мэр Киото (1927—1931), губернатор префектур Хоккайдо (1923—1925), Осака (1923), Исикава (1916—1921) и Коти (1914—1916).

## Биография
Родился в префектуре Вакаяма как второй сын Цунаэмона Токи. В 1901 году с отличием окончил отделение политологии юридического факультета Токийского императорского университета и был награждён серебряными часами.
В ноябре 1901 года поступил на службу в Министерство внутренних дел и был назначен в бюро гражданского строительства. Позже занимал должности советника правительства префектуры Яманаси, советника и директора отдела внутренних дел префектуры Осака.
В июне 1914 года был назначен губернатором префектуры Коти. После этого, поработав губернатором префектуры Исикава, заместителем генерального секретаря Квантунского правительства и губернатором префектуры Осака, в сентябре 1923 года был назначен губернатором префектуры Хоккайдо и оставался на этом посту до сентября 1925 года, когда вышел в отставку.
С 13 декабря 1927 года по 12 декабря 1931 года являлся главой города Киото. За этот период Токи способствовал открытию центрального оптового рынка Киото, запуску городского автобусного сообщения и проведению большой киотской выставки.

## Семья
Приёмный сын, Гиндзиро Токи, губернатор префектур Тояма (1935—1938) и Сайтама (1938—1941). Старшая дочь, Ёсико Токи, вышла замуж за Гиндзиро Токи.